# Çamlıca, Hendek
Çamlıca là một xã thuộc quận Hendek, tỉnh Sakarya, Thổ Nhĩ Kỳ. Dân số thời điểm năm 2008 là 3.033 người.